# Mechtylda z Magdeburga
Mechtylda z Magdeburga (z Helfty) (ur. ok. 1208 k. Magdeburga, zm. 1282 lub 1294 w klasztorze w Helfcie) – średniowieczna mistyczka chrześcijańska należąca do beginek, później zakonnica benedyktyńska, błogosławiona Kościoła katolickiego i święta Kościoła anglikańskiego.

## Żywot świętej
Mechtylda urodziła się w arystokratycznej rodzinie w Saksonii, prawdopodobnie około 1208 roku. Informacje o jej życiu są bardzo skąpe, często oparte wyłącznie na fragmentarycznych wzmiankach zawartych w jej dziele i niepotwierdzone przez inne źródła.
W wieku 12 lat została „pozdrowiona” przez Ducha Świętego (por. Strumień światła Boskości, IV.2). Opuściła dom i mając 23 lata związała się z beginkami w Magdeburgu (IV.2). Wraz z towarzyszkami prowadziła skromne życie zgodne z Ewangelią, wypełnione modlitwą, pracą i umartwieniem. Z czasem – podobnie jak Hadewijch – wypracowała sobie w beginażu pewien autorytet (VI.7). Grupa, do której należała, pozostawała pod silnym wpływem dominikanów (IV.20–22). Mechtylda mogła znać m.in. Wichmanna z Arnstein (ok. 1180–1274), a jej spowiednikiem i kierownikiem duchowym był inny dominikanin, Henryk z Halle. To on zachęcił Mechtyldę, by spisała swoje przeżycia w dziele zatytułowanym Strumień światła boskości (IV.2). Ocenia się jednak, że jego wpływ na ostateczny kształt dzieła był raczej nieznaczny.
Mechtylda zaczęła spisywać swoje przeżycia ok. 1250 roku. Pierwsze pięć ksiąg ukończyła do 1260 roku, a w ciągu kolejnej dekady powstała szósta. Około 1272 roku, zmuszona naciskami ze strony zdemoralizowanego kleru, który krytykowała, schorowana już Mechtylda przeniosła się do klasztoru Helfcie koło Eisleben. Schroniła się tam w benedyktyńskim klasztorze, który był kojarzony z cysterkami z powodu stosowanej reguły, jednak cysterskiej jurysdykcji nie podlegał. Helfta była jednym z najważniejszych ośrodków kobiecej duchowości w późnych wiekach średnich. W momencie przybycia Mechtyldy zamieszkiwały już w nim trzy inne wielkie mistyczki: ksieni Gertruda z Hackeborn, jej młodsza siostra Mechtylda oraz Gertruda Wielka (z Helfty). W tym środowisku powstała ostatnia, siódma księga dzieła Mechtyldy, która odróżnia się od pozostałych – większy nacisk kładzie na kwestie dogmatyczne i reguły życia we wspólnocie zakonnej.
Klasztor w Helfcie stał się centrum mistycznego doświadczenia Boga dla kobiet, a konsekwencją tego są dzieła Mechtyldy z Magdeburga i jej mistrzyni Mechtyldy z Hakeborn, zredagowane przez Gertrudę Wielką, która również jest autorką własnych pism.

## Spływające światło boskości
Dzieło składa się z siedmiu ksiąg i nosi tytuł Spływające światło boskości (niem. Das fließende Licht der Gottheit). Zyskało Mechtyldzie wielu zwolenników, lecz także spotkało się z krytyką szczególnie ze strony krytykowanej przez nią hierarchii kościelnej. Z tego względu, jak z powodu i działań wojennych okresu wielkiego bezkrólewia, musiała schronić się w klasztorze w Helfcie.
Spływające światło boskości ma wybitnie osobisty charakter w którym dominuje bezpośrednie i otoczone tajemnicą spotkanie z Bogiem. Język zastosowany przez Mechtyldę dla opisu związku duszy z Bogiem, nie różni się wiele od języka trubadurów niemieckich – minnesangerów, jest bogaty, pełen uniesienia i gorącego uczucia. Mechtylda także jako jedna z pierwszych mistyczek użyła obrazu Serca Jezusa przebitego włócznią – co przyczyniło się do późniejszego rozwoju kultu Serca Jezusowego.
Dzieło Mechtyldy z Magdeburga napisane jest prozą, a niekiedy wierszem. Datuje się je na drugą połowę XIII wieku. Pierwotnie zostało spisane w języku dolnoniemieckim – choć Mechtylda znała również łacinę. Ta wersja jednak zaginęła i dziś dzieło jest nam znane w dwóch przekładach – łacińskim i alemańskim. Wiele rękopisów zawierało jedynie pięć pierwszych ksiąg. Ich różnorodność świadczy o tym, że redakcja tekstu przebiegała stopniowo. W XIX wieku zostało ponownie odkryte i wydane drukiem.

### Przekład łaciński
Tłumaczenie dzieła na łacinę – znane pod tytułem Lux divinitatis – powstało w środowisku dominikańskim, być może w Erfurcie. Bazuje na rękopisie zawierającym pierwsze sześć ksiąg i w niektórych miejscach znacząco odbiega od znanej nam dzisiaj wersji niemieckojęzycznej. Ponieważ działający w Erfurcie Dietrich (Teodoryk) z Apoldy wykorzystał w swoim Vita S. Dominici znaczące fragmenty łacińskiej wersji dzieła, musiała ona powstać w latach 80. lub 90. XIII wieku. Można więc stwierdzić, że był to jeden z pierwszych tekstów mistycznych spisanych w języku ludowym, które zostały przełożone na łacinę.

### Przekład alemański
Istnieje także przekład alemański, który powstał w latach 1343–1345 w środowisku dominikańskim skupionym wokół świeckiego duchownego Henryka z Nördlingen. Henryk był duszpasterzem rozwijającego się w południowych Niemczech ruchu „przyjaciół Boga” i zalecał lekturę dzieła Mechtyldy swoim podopiecznym, m.in. Małgorzacie Ebner.

## Kult
Trudno stwierdzić, czy Mechtylda z Magdeburga była czczona już w średniowieczu. Co prawda niektóre manuskrypty jej dzieła przypisują autorce miano świętej, ale nie można wykluczyć, że wynikało to z jej utożsamienia z Mechtyldą z Hackenborn. Jak podaje Catholic Encyclopedia: „Mimo że przez niektórych nazywana świętą, nigdy nie została kanonizowana i najwyraźniej nigdy nie była publicznie czczona”. Obecnie kult Mechtyldy rozwija się w Kościele katolickim – w diecezji magdeburskiej jest wspominana jako błogosławiona 16 września (memoria ad libitum). Niektóre źródła podają ponadto, że w Kościele powszechnym jest wspominana 15 sierpnia . Nie potwierdza tego jednak  Martyrologium Romanum (gdzie jedynie pod datą 19 listopada figuruje jej siostra z zakonu w Helfcie, Mechtylda z Hackenborn) ani Acta Sanctorum. W Vollständiges Heiligen-Lexikon wymieniona jest bez określenia przysługującego jej tytułu czy dnia wspomnienia.

### Wspomnienie liturgiczne
Wspomnienie liturgiczne Mechtyldy z Magdeburga obchodzone jest :
- W Kościele katolickim: 15 sierpnia lub 16 września (diecezja magdeburska);
- W Kościele luterańskim: 26 lutego;
- W Kościele anglikańskim: 19 listopada.

### Literatura podmiotu

#### Przekład polski
- Mechtylda z Magdeburga Strumień światła Boskości Kraków-Tyniec, Wydawnictwo Benedyktynów, 2004, przekł. i oprac. O. Polikarp Jan Nowak OFM ; red. t. S.M. Imelda Rosińska OSBap. ISBN 83-7354-013-X

#### Wydania krytyczne
- Ernst Hellgardt, Balázs J. Nemes, Elke Senne (red.), ‚Lux divinitatis‘ – ‚Das liecht der gotheit‘: Der lateinisch-frühneuhochdeutsche Überlieferungszweig des ‚Fließenden Lichts der Gottheit'. Synoptische Ausgabe, De Gruyter, 2019, DOI: 10.1515/9783110294842, ISBN 978-3-11-029484-2 (łac. • niem.).

### Literatura przedmiotu
- Marta Kowalczyk, Cztery mistyczki, dwa imiona i jeden klasztor, „Studia Warmińskie”, XLVI, 2019, s. 295–305 (pol.).
- Bernard McGinn, The Presence of God: The flowering of mysticism. Men and women in the new mysticism (1200-1350), New York: Crossroad, 1991, ISBN 978-0-8245-1742-7 (ang.).
- Joachim Schäfer, Mechthild von Magdeburg [online], Ökumenisches Heiligenlexikon, 2023 [dostęp 2024-03-25] (niem.).